# Ken Matsubara
Ken Matsubara (松原 健 Matsubara Ken?, Usa, Ōita, 16 de febrero de 1993) es un futbolista japonés que juega como defensa en el Yokohama F. Marinos de la J1 League de Japón.

## Clubes
| Club                               | País  | Año       |
| ---------------------------------- | ----- | --------- |
| Oita Trinita                       | Japón | 2010-2013 |
| Albirex Niigata                    | Japón | 2014-2016 |
| Selección J.League Sub-22 (cedido) | Japón | 2014-2015 |
| Yokohama F. Marinos                | Japón | 2017-     |

## Palmarés

### Títulos nacionales
| Título    | Club                | País  | Año  |
| --------- | ------------------- | ----- | ---- |
| J1 League | Yokohama F. Marinos | Japón | 2019 |
| J1 League | Yokohama F. Marinos | Japón | 2022 |